# Bordj El Kiffan
Bordj El Kiffan (în arabă برج الكيفان) este o comună din provincia Alger, Algeria.
Populația comunei este de 151.950 locuitori (2008).